# Charles-Augustin Vandermonde
Charles-Augustin Vandermonde, né à Macao (Chine) le 18 juin 1727 et mort à Paris le 28 mai 1762, est un médecin français, théoricien de l'hygiénisme et de l'eugénisme, et l'un des pères du journalisme médical.

## Vie
Son père, Jacques François Vandermonde, originaire de Landrecies, était docteur en médecine de Reims. Il partit en 1720 pour Poulo Condor au service de la Compagnie française des Indes orientales puis passa de là à Canton puis Macao ou il exerce à partir de 1723. Il se marie avec une eurasienne, Doria Espérance Cacilla, mère de Charles Augustin. Veuf en 1731, Jacques Francois rentra en France avec son fils, devint docteur en médecine de Paris en 1734 et mourut en 1746.
Reçu docteur en médecine de la faculté de Paris le 10 septembre 1750, Charles-Augustin est censeur royal en 1757, professeur de chirurgie et médecin des Armées du Roi. Il est également associé à l'Institut de Bologne. Il figure parmi les premiers journalistes médicaux : en fondant un journal à but médical s'adressant à un public précis. En 1755, il dirige le Recueil périodique d'observations de médecine, chirurgie, pharmacie, fondé en 1754 par François Bernard et Nicolas Bertrand et Grasse ; journal qui prend en 1757 le titre du Journal de médecine, chirurgie, pharmacie et a eu comme patron le Comte de Clermont.

## Eugénisme
L'eugénisme de Vandermonde n'est pas raciste. Il prend pour modèle le croisement entre animaux d'élevage : « Puisque l’on est parvenu à perfectionner la race des chevaux, des chiens, des chats, des poules, des pigeons, des serins, pourquoi ne ferait-on aucune tentative sur l’espèce humaine ? » Contrairement à la méthode de sélection animale, Vandermonde préconise pour l'homme le maximum de diversité dans les accouplements et se fait ainsi l'apologiste du métissage.

## Publications
- Essai sur la manière de perfectionner l'espèce humaine, 2 vol., 1756
- Dictionnaire portatif de santé dans lequel tout le monde peut prendre une connaissance suffisante de toutes les maladies, des différents signes qui les caractérisent, des moyens les plus sûrs pour s'en préserver ou des remèdes les plus efficaces pour se guérir, et enfin de toutes les instructions nécessaires pour être soi-même son propre médecin, 2 vol., 1759 Tome 1 en ligne et Tome 2 en ligne